# Iiwi
Iiwi (latin: Drepanis coccinea) er en spurvefugl, der lever på Hawaii.